# Centre Olímpic Eqüestre de Markópulo
El Centre Olímpic Eqüestre de Markopoulo és una instal·lació per a la pràctica de l'hípica al municip)i de Markópulo, prop d'Atenes (Grècia).
La construcció es va acabar el desembre de 2003 i fou inaugurada el 12 d'agost de 2004 per a la celebració de les proves d'hípica als Jocs Olímpics d'Estiu de 2004 a Atenes. El centre té un aforament per a 10.000 persones en les instal·lacions de salts, 8.500 en les de doma clàssica i 15.000 en les de concurs complet.
L'any 2007 les instal·lacions del centre van servir per a la celebració del Ral·li d'Acròpolis.